# Свинцовый рибозим

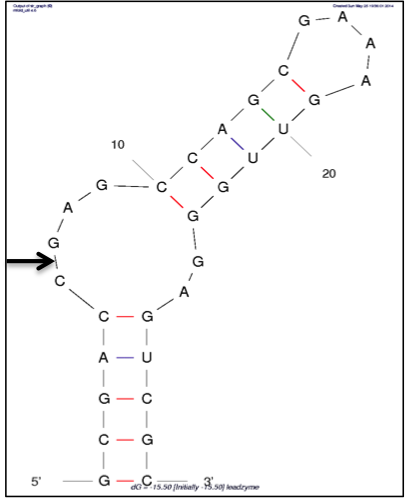
Вторичная структура последовательности свинцового рибозима, полученная с помощью MFold. Стрелка указывает на место расщепления.

Свинцовый рибозим (англ. leadzyme) — небольшой искусственно созданный рибозим. Свинцовый рибозим осуществляет расщепление РНК в присутствии свинца. Он способен катализировать расщепление специфической фосфодиэстерной связи .Это было обнаружено в ходе исследования эволюции в искусственных условиях (in vitro), в ходе которого исследователи отбирали РНК, которые расщеплялись в присутствии свинца. Было обнаружено несколько естественных образцов, хотя впервые он был создан в лаборатории.
Было обнаружено, что свинцовый фермент эффективен и динамичен в присутствии микромолярных концентраций ионов свинца. В отличие от других небольших саморасщепляющихся рибозимов, ионы других двухвалентных металлов не могут заменить Pb2+ в свинцовом рибозиме. В связи с обязательной потребностью в свинце рибозим называют металлорибозимом.

## Строение
Свинцовый рибозим подвергся обширному биохимическому и структурному 

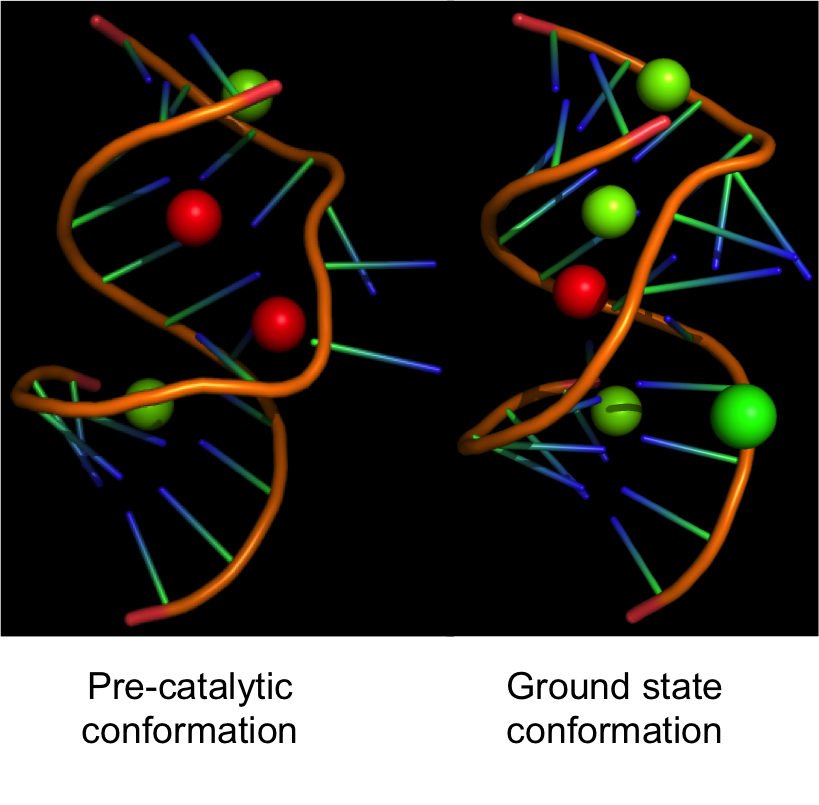
Визуализация основной и прекаталитической конформаций свинцового фермента. Зеленые сферы представляют ионы Mg2+, а красные сферы представляют ионы Sr2+. Рисунок визуализирован в Pymol с использованием координат из файла PDB 1NUV.

исследованию. Его минимальная вторичная структура на удивление очень проста: он состоит из асимметричной внутренней петли, состоящей из шести нуклеотидов. и спиральной области на каждой стороне внутренней петли.
Место расщепления свинцового рибозима расположено внутри асимметричной внутренней петли длиной четыре нуклеотида, которая состоит из спиралей РНК с обеих сторон. Структура свинцового рибозима в 2003 году была определена методом рентгеновской кристаллографии с разрешением 1.8 ангстрема, а так же с помощью программного обеспечения MFold и ЯМР.

## Каталитический механизм
Считается, что свинцовый рибозим осуществляет катализ с использованием двухэтапного механизма:
1. На первой стадии реакции фосфодиэстерная связь расщепляется на два продукта: 5’-продукт, оканчивающийся 2’3’-циклическим фосфатом, и 3’-продукт, оканчивающийся 5’-гидроксилом. Этот этап напоминает другие небольшие саморасщепляющиеся рибозимы, такие как рибозим типа Hammerhead и рибозим вирусного гепатита D. Оба этих рибозима образуют продукт, содержащий 2’,3’-циклический фосфат. Однако в случае свинцового рибозима этот продукт является лишь промежуточным продуктом.
2. На втором этапе этой реакции 2’3’-циклический фосфат подвергается гидролизу с образованием 3’монофосфата. Этот вид катализа больше похож на то, как функционируют рибонуклеазы (белки), чем на любой другой известный небольшой саморасщепляющийся рибозим.

Считается, что свинцовый рибозим имеет очень динамичную структуру. Многие исследования, включая ЯМР, рентгеновскую кристаллографию и молекулярное моделирование, выявили несколько разные структуры. С помощью спектроскопии с временным разрешением было показано, что активный центр свинцового рибозима очень динамичен. Он отбирает множество различных конформаций в растворе. Дельта G взаимного превращения между различными конформациями очень мала. В соответствии с этими исследованиями кристаллическая структура с высоким разрешением также показала две различные конформации свинцового рибозима с разными местами связывания для Mg2+ и Sr2+ (заменители Pb2+) в двух конформациях. В основном состоянии свинцовый рибозим связывает один ион Sr2+ у нуклеотидов G43, G45 и A45. Этот место связывания находится вдали от места расщепления и, таким образом, не объясняет участие Pb2+ в катализе. Однако во второй конформации, называемой «прекаталитическим» состоянием, можно заметить два местасвязывания Sr2+. G43 и G42 взаимодействуют с одним Sr2+, тогда как второй Sr2+ взаимодействует с A45, C23 и G24. Это второе место связывания Sr2+ также потенциально взаимодействует с 2’-OH C23 через молекулу воды и объясняет, как Pb2+ может способствовать катализу, отрывая протон 2-OH и подготавливая его к поточной нуклеофильной атаке на разрезаемый фосфат. Это также подтверждается тем фактом, что реакция свинцового фермента зависит от pH. Таким образом, Pb2+ может действовать как кислота Льюиса и активировать 2-OH в C23. Кристаллическая структура соответствует двухметаллическому ионному механизму, который был предложен для катализа свинцовым рибозимом.

## Токсичность свинца
Показано, что последовательность нуклеотидов, гомологичная свинцовым рибозимам, присутствует в 5S рРНК, высказаны предположения о том, что свинцовые рибозимы могут принимать участие в токсическом действии свинца.
Токсичные металлы, такие как свинец, представляют опасность для окружающей среды и здоровья и при воздействии могут проникать в биологические системы. Свинец является стойким металлом и может со временем накапливаться в организме человека из-за его частого использования в промышленности и присутствия в окружающей среде. Вдыхание свинца может иметь последствия, варьирующиеся от едва заметных симптомов до серьезных заболеваний. Вполне возможно, что присутствие свинца в наших биологических системах может вызвать катализ ионами свинца. Поскольку свинцовый рибозим представляет собой относительно простой структурный мотив, т. е. он имеет простую складку, оказывается, что в геномах многих природных систем существует множество последовательностей, которые потенциально могут сворачиваться в структуру свинцового рибозима. Поиск этого мотива РНК в геномах человека, дрозофилы фруктовой, Caenorhabditis elegans и Резуховидки Тали показал, что в среднем этот мотив присутствует с частотой 2-9 мотивов на 1 Мб последовательности ДНК. Они также показали, что мотив свинцового рибозима очень часто встречается в последовательностях мРНК этих организмов. Таким образом, эти последовательности потенциально могут саморасщепляться в присутствии ионов свинца. Нацеливание свинца на эти мотивы РНК в мРНК и других РНК может объяснить опосредованную свинцом токсичность, приводящую к гибели клеток.